# Carpias brachydactylus
Carpias brachydactylus is een pissebed uit de familie Janiridae. De wetenschappelijke naam van de soort is voor het eerst geldig gepubliceerd in 1982 door Pires.